# 할키디키반도

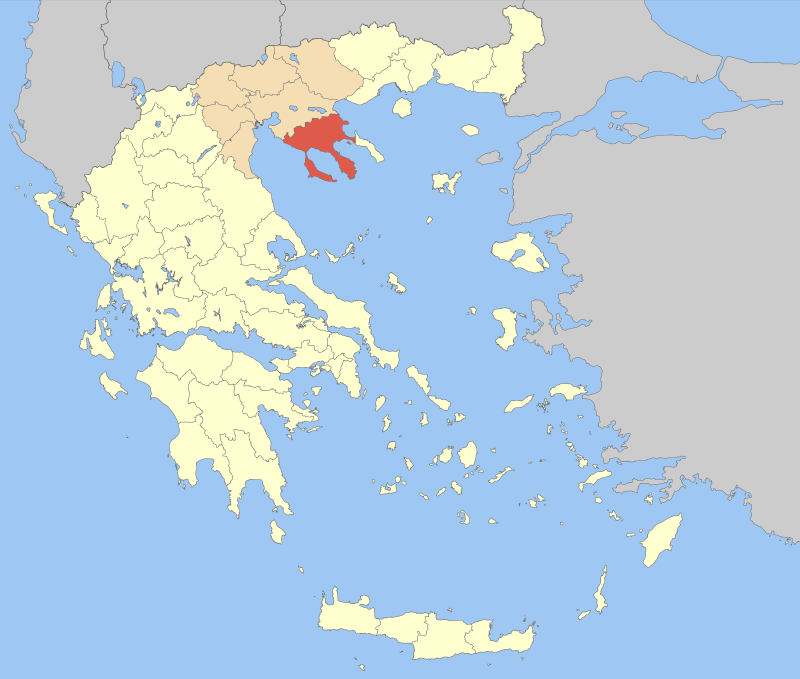
할키디키반도의 위치

할키디키반도 또는 칼키디케반도(그리스어: Χαλκιδική)는 그리스 중앙마케도니아주의 남동쪽에 있는 반도이다.

## 지리
할키디키반도는 에게해 북서쪽에 뻗은 큰 반도를 이루고 있으며 3개의 "손가락"(그리스어로는 3개의 반도를 "다리"로 칭하기도 한다.) 모양과 비슷한 팔리니, 시투니아, 아이온오로스(고대의 '악테')가 있다. 할키디키반도 중부와 동부에는 홀로몬타스산이 위치하고 있다. 행정 구역상으로는 할키디키현에 속하는데 북쪽으로는 테살로니키현, 서쪽으로는 테르마이코스만, 동쪽으로는 스트리모니코스만과 접한다.
아토스산과 수도원이 이 곳에 자리잡고 있는데 2,000여 명에 달하는 동방 정교회 수사들이 속세와 격리된 생활을 한다. 아토스산은 그리스에서 자치권을 갖고 있는 곳이기도 하다. 할키디키반도는 그리스의 인기 높은 여름 관광지이자 올리브유, 벌꿀, 포도주의 생산지이기도 하다.

## 역사
기원전 8세기에 할키스의 식민지가 형성되었으며 할키디키라는 이름 또한 여기서 유래된 이름이다. 할키디키반도에 건설된 고대 도시인 스타게이라는 고대 그리스의 철학자인 아리스토텔레스의 출생지이기도 하다. 마케도니아 왕국의 필리포스 2세 국왕이 할키디키반도에 있던 식민지를 정복하면서 할키디키반도는 마케도니아 왕국의 지배를 받게 된다.
885년에는 비잔티움 제국의 바실리오스 1세 황제가 금인칙서를 통해 아토스산을 동방 정교회 수사들만 거주할 수 있는 신성한 산으로 선포하면서 평신도, 농민, 가축 사육자들의 출입을 금지시켰다. 오스만 제국 시대에는 금 채굴의 중심지로 여겨졌다. 그리스 독립 전쟁 시기에는 오스만 제국의 지배에 저항하는 반란이 일어났으나 느리고 무질서하게 확대되었기 때문에 오스만 제국 군대에 의해 진압되었다. 1912년에 일어난 제1차 발칸 전쟁 시기에 그리스에 편입되었다.

## 같이 보기
- 아토스산